# Ectias angusta
Ectias angusta là một loài chân đều trong họ Janiridae. Loài này được Barnard miêu tả khoa học năm 1920.